# Epimedium setosum
Epimedium setosum är en berberisväxtart som beskrevs av Gen-Iti Koidzumi. Epimedium setosum ingår i släktet sockblommor, och familjen berberisväxter. Inga underarter finns listade i Catalogue of Life.